# Tivolis Koncertsal
El Tivolis Koncertsal —en español: «Sala de conciertos de Tívoli»— es una sala de conciertos situada en los Jardines de Tívoli en Copenhague, Dinamarca.
El edificio fue diseñado por los arquitectos Frits Schlegel y Hans Hansen, y construido entre 1954 y 1956. La sala de conciertos solía organizar conciertos de pop y rock. Varios artistas notables han actuado en el centro, incluyendo a The Grateful Dead, Elton John, Procol Harum, Uriah Heep, Cream, Jerry Lee Lewis y Jethro Tull. Actualmente, se usa principalmente para música clásica. El Festival de la Canción de Eurovisión 1964 fue celebrado en el auditorio. En 2005, el edificio fue reformado y fue extendido por la compañía 3XN, donde el estilo clásico de la década de 1950 del auditorio principal —incluyendo un color característico de rojo, azul, amarillo y verde— se restauró, mientras que las instalaciones de los visitantes se mejoraron y expandieron.